# STM32
STM32 — це широке сімейство 32-розрядних мікроконтролерів (МК), розроблених компанією STMicroelectronics. Вони базуються на архітектурі ARM Cortex-M, що дозволяє поєднувати високу продуктивність, енергоефективність та багатий набір периферійних пристроїв. Мікроконтролери STM32 широко використовуються в різноманітних вбудованих системах, від простих споживчих пристроїв до складних промислових рішень.
Архітектура ядра
Мікроконтролери STM32 інтегрують різні ядра ARM Cortex-M, кожне з яких оптимізоване для певних завдань:
Cortex-M0 / M0+: Енергоефективні ядра з мінімальним споживанням ресурсів, призначені для базових завдань та додатків з низьким енергоспоживанням.
Cortex-M3: Забезпечують баланс між продуктивністю та енергоспоживанням, підходять для широкого спектру загальних застосувань.
Cortex-M4: Включають блок обчислень з плаваючою точкою (FPU) та інструкції цифрової обробки сигналів (DSP), що робить їх придатними для завдань, що вимагають інтенсивних математичних обчислень.
Cortex-M7 / M33 / M55: Найбільш продуктивні ядра, орієнтовані на високопродуктивні додатки, що потребують значних обчислювальних ресурсів та швидкої обробки даних.
Сімейства мікроконтролерів
Сімейство STM32 поділяється на кілька серій, кожна з яких має свої особливості та призначення:
Високопродуктивні серії (F2, F4, F7, H7): Призначені для додатків, що вимагають максимальної обчислювальної потужності, великих обсягів пам'яті та розширеної периферії (наприклад, Ethernet, USB HS, контролери дисплеїв).
Загального призначення (F0, G0, F1, F3, G4): Широкий спектр мікроконтролерів, що забезпечують баланс між вартістю, продуктивністю та набором периферійних пристроїв. Серія F103 є однією з найпопулярніших для освітніх та аматорських проектів.
Наднизьке енергоспоживання (L0, L1, L4, L4+, L5): Оптимізовані для пристроїв, що працюють від батарей, з акцентом на мінімізацію споживання енергії.
Бездротові (WB, WL): Інтегрують радіотрансивери для підтримки бездротових протоколів, таких як Bluetooth Low Energy (BLE), Zigbee, Thread, LoRa та інші.
Ключові особливості
Мікроконтролери STM32 пропонують широкий набір функцій та периферійних пристроїв:
Пам'ять: Різноманітні конфігурації вбудованої Flash-пам'яті (від десятків кілобайт до кількох мегабайт) та оперативної пам'яті (RAM, від кількох кілобайт до сотень кілобайт).
Тактова частота: Широкий діапазон робочих частот, що дозволяє вибирати оптимальну продуктивність для конкретного завдання.
Периферійні інтерфейси: Включають GPIO (порти введення/виведення загального призначення), ADC (аналого-цифрові перетворювачі), DAC (цифро-аналогові перетворювачі), таймери (для ШІМ, вимірювання часу), а також комунікаційні інтерфейси, такі як UART/USART, SPI, I2C, CAN, USB та Ethernet.
DMA (Direct Memory Access): Контролер прямого доступу до пам'яті, що дозволяє передавати дані між периферією та пам'яттю без завантаження ядра процесора.
RTC (Real-Time Clock): Вбудований годинник реального часу, який може працювати незалежно від основного живлення.
Режими низького енергоспоживання: Різноманітні режими (Sleep, Stop, Standby) для оптимізації споживання енергії в додатках з обмеженим живленням.
Унікальний ідентифікатор: Кожен чіп має унікальний 96-бітний ідентифікатор.
Екосистема розробки
STMicroelectronics надає повний набір інструментів для розробки програмного забезпечення для STM32:
STM32CubeMX: Графічний інструмент для конфігурації мікроконтролера та генерації початкового коду проекту, що значно прискорює процес налаштування периферії.
STM32CubeIDE: Безкоштовне інтегроване середовище розробки на базі Eclipse, що включає компілятор, відладчик та інтеграцію з STM32CubeMX.
ST-Link: Внутрішньосхемний програматор/відладчик, який використовується для завантаження прошивки та відлагодження коду на платах STM32.
Бібліотеки HAL/LL: Надаються ST для спрощення взаємодії з апаратним забезпеченням.
Підтримка мов програмування: Основною мовою є C/C++, але завдяки проектам MicroPython та CircuitPython, багато моделей STM32 також підтримують програмування на Python.
Застосування
Мікроконтролери STM32 знаходять застосування в широкому спектрі галузей:
Промислова автоматизація: Системи керування, датчики, контролери двигунів, робототехніка.
Споживча електроніка: Розумні пристрої, побутова техніка, портативні гаджети.
Медичні прилади: Діагностичне обладнання, монітори пацієнтів.
Автомобільна електроніка: Системи керування двигуном, інформаційно-розважальні системи.
Інтернет речей (IoT): Датчики, шлюзи, пристрої для "розумного будинку" та "розумного міста".
Освітні та аматорські проекти: Завдяки доступності та широкій підтримці спільноти.